# Team Alfa
Team Alfa (Tim Alfa) war eine pro-indonesische Miliz (Wanra) im von Indonesien seit 1975 besetzten Osttimor. Sie hatte ihr Operationsgebiet im Distrikt Lautém.

## Hintergrund
Die Miliz wurde zusammen mit der Miliz Team Saka bereits 1983 (nach anderen Quellen 1986) im Kampf gegen den militärischen Arm der Unabhängigkeitsbewegung Forças Armadas de Libertação Nacional de Timor-Leste (FALINTIL) von Kopassus-Offizier Hauptmann Luhud Pandjaitan gegründet. Den Auftrag dazu bekam er von seinem Vorgesetzten Oberst Prabowo Subianto. Die beiden Milizen wurden zum regulären Teil der indonesischen Armee in Kampf- und Anti-Guerilla-Operationen. Durchgesickerte Armeedokumente belegen dies. Eng arbeitete man auch mit dem Infanteriebataillon 745 zusammen, das in Lospalos stationiert war.
Chef der Miliz war Joni Marques. Edmundo de Conceição Silva, der Distriktsadministrator (Bupati) hatte die Oberaufsicht in der Distriktshauptstadt Lospalos. Die Miliz bestand aus etwa bewaffnete 300 Mitgliedern. In der Militärbasis des Distriktshauptquartier (Kodim 1629/Los Palos) wurden 40 SKS-Gewehre für die Mitglieder der Alfa bereitgestellt. Die Miliz hatte ihren eigenen Raum in der Kaserne und konnte die Waffen nutzen, wann immer sie wollte. Chef des Kodim war Oberstleutnant Sudraiat. Ein Zeuge sagte aus, dass Neumitglieder ein Bankkonto über 500.000 Indonesische Rupiah (entsprach damals 60 US-Dollar) ud ein Monatsgehalt bekamen.

## Verbrechen
Im Vorfeld des Unabhängigkeitsreferendums in Osttimor am 30. August 1999 bedrohte die Miliz Unabhängigkeitsbefürworter. Nach der Bekanntgabe des Wahlergebnisses zugunsten der Unabhängigkeit begannen indonesische Armee und Miliz mit der Vergeltungsaktion Operation Donner.
Am 14. April 1999 tourten die Milizen Tim Alfa und Jati Merah Putih mit lokalen Beamten und Kopassus-Soldaten durch Lospalos und drohten den Gegner Indonesiens mit dem Schicksal der Opfer des Kirchenmassakers von Liquiçá, das am 6. April stattfand. Eine Ablehnung der Autonomielösung innerhalb Indonesiens beim Referendum würde eine Rückkehr zu 1975 sein, als Indonesien brutal in Osttimor einmarschierte (Operation Seroja). 
Am 21. April 1999 wurde im Quartier des Team Alfas das gefangen genommene FALINTIL-Mitglied Evaristo Lopes ermordet. Die Verantwortung wird dem indonesischen Leutnant Syaful Anwar angelastet, der für die Armee die Verantwortung für die Miliz trug.
Am 7. September 1999 wurden die vier Jugendlichen Olandino, Norberto, Joan Branco und Alvonso da Costa von Team Alfa gefangen genommen und zum Militärhauptquartier gebracht, weil sie für Unabhängigkeitsunterstützer gehalten wurden. Am 11. September wurden sie ermordet.
Zwischen dem 8. und 12. September 1999 brannte Team Alfa mehr als hundert Wohnhäuser in Leuro nieder und vertrieb die Einwohner des Dorfes.
Am 25. September 1999 ermordeten Mitglieder der Team Alfa unter Führung von Joni Marques am Malaiada bei der nördlichen Küstenstraße von Lautém nach Baucau neun Personen: die Nonnen Erminia Cazzaniga und Maria Celeste de Carvalho Pinto, den Priester Jacinto Francisco Xavier, die zwei Seminaristen Titi Sandora Cornelio Lopes und Valerio Pereira de Conceição, die Krankenschwester Dora, den Kirchenangestellten Fernando dos Santos, den jugendlichen Messdiener Cristovão Rudy Freitas Barato und den indonesischen Journalisten Agus Muliawan. Nach der Tat wurden Marques und seine Männer von FALINTIL-Kämpfern gefangen genommen und den Kräften der Vereinten Nationen übergeben. Marques und seiner Männer wurden vor den internationalen Special Panels for Serious Crimes (SPSC) in Dili zu langjährigen Gefängnisstrafen verurteilt.